# Royal Institute of British Architects

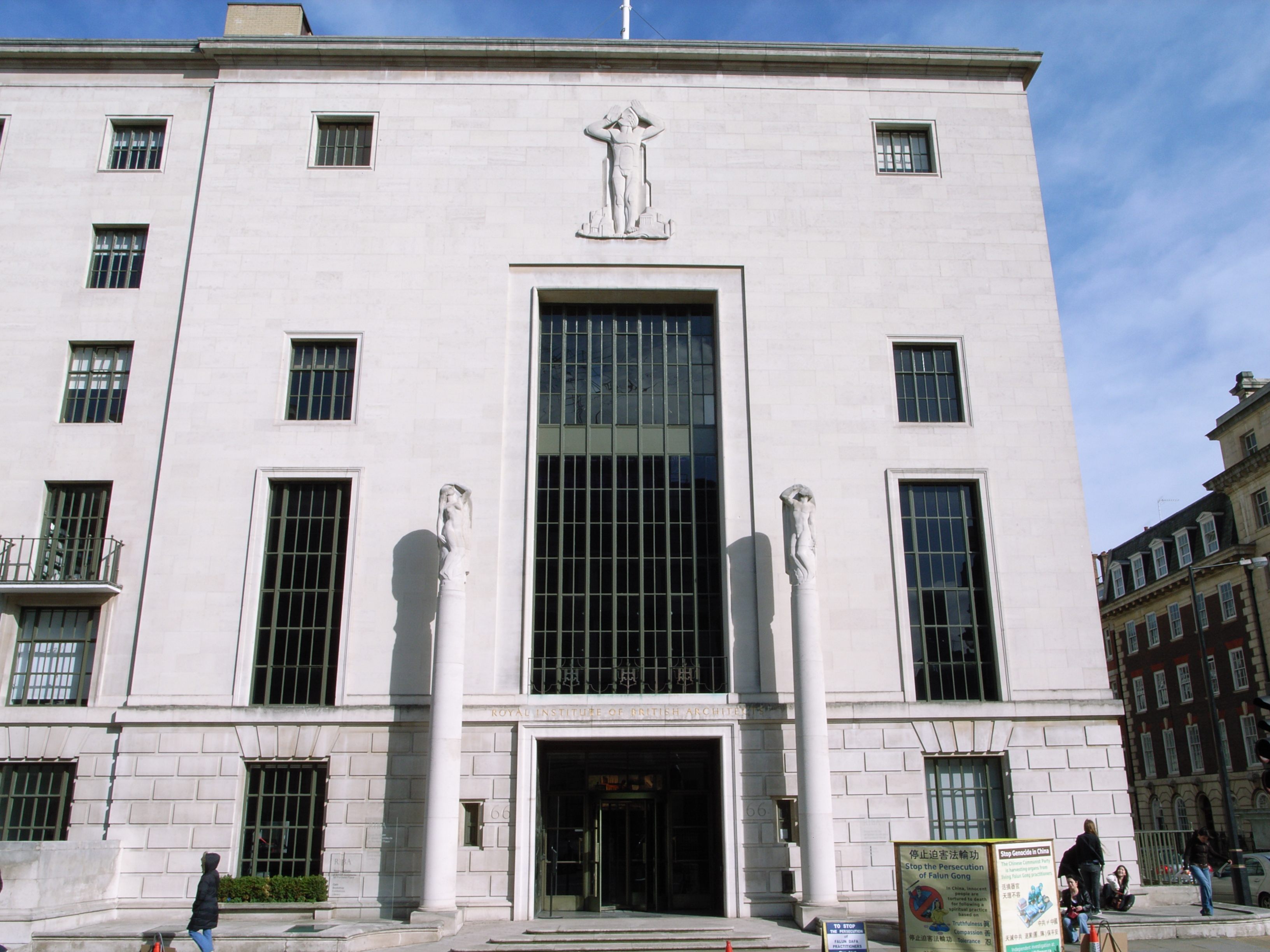
Royal Institute of British Architects, huvudkontor i London.

Royal Institute of British Architects (RIBA) är en branschorganisation för arkitekter i Storbritannien med säte i London.
Det ursprungliga namnet var Institute of British Architects in London, som bildades 1834 av flera framstående arkitekter, bland annat Philip Hardwick, Thomas Allom, William Donthorne, John Buonarotti Papworth och Thomas de Grey. År 1837 blev organisationen kunglig erkänd genom Royal Charter och fick namnet Royal Institute of British Architects.
RIBA är en medlemsorganisation, med för närvarande 44.000 medlemmar. Auktoriserade medlemmar har rätt att kalla sig chartrade arkitekter som anges efter RIBA bakom arkitektens namn. 
RIBA har sin hemvist på 66 Portland Place, en 1930-tals byggnad ritad av arkitekten George Grey. Institutet har även ett tiotal regionala kontor runt om i Storbritannien. Delar av byggnaden i London är öppna för allmänheten, inklusive utställningen gallerier och bibliotek. Den har en stor arkitektonisk bokhandel, ett kafé, restaurang och föreläsningssalar. 
År 1987 fick den brittisk-svenska arkitekten Ralph Erskine "Royal Gold Medal for Arcitecture" av Royal Institute of British Architects.